# 1600

## Събития
- Има съвпадение в изгрева на Слънцето и Сириус. Подобно съвпадение е имало през 139. Следващото е след 1461 години (през 3061 г.)

## Родени
- 28 януари – Климент IX, римски папа

## Починали
- 17 февруари – Джордано Бруно, италиански философ, астроном и окултист